# Руперте, Лига
Лига Руперте (Зирните; латыш. Līga Ruperte; 16 октября 1932, Даугавпилс) — латвийский педагог, психотерапевт и общественный деятель.

## Биография
Родилась 16 октября 1932 в Даугавпилсе. В 1944 году с семьёй эмигрировала в Германию. В 1949 переезжает в США. В 1955 оканчивает Мичиганский университет. В 1973 защищает докторскую степень в педагогике. В 1995 основала и руководила до 2003 года Латвийским центром семей.